# Etmopterus molleri
Etmopterus molleri és una espècie de peix de la família dels dalàtids i de l'ordre dels esqualiforms.

## Morfologia
- Els mascles poden assolir 46 cm de longitud total.[2][3]

## Reproducció
És ovovivípar i fa una llargada de 15 cm quan neix.

## Hàbitat
És un peix marí d'aigües profundes que viu entre 250–860 m de fondària.

## Distribució geogràfica
Es troba al sud de Moçambic, al Japó, Austràlia i Nova Zelanda.